# Pleurothallis alainii
Pleurothallis alainii är en orkidéart som beskrevs av Donald Dungan Dod. Pleurothallis alainii ingår i släktet Pleurothallis och familjen orkidéer. Inga underarter finns listade i Catalogue of Life.